# Малик Гази
Малик Гази (пуно име: Gümüştekin Danishmend Ahmed Gazi, Danishmend Taylu) (умро 1104) био је анадолијски владар из династије Данишменда.

## Биографија
Након пораза Византије у бици код Манцикерта од стране Турака, у којем су и Данишменди имали учешћа, Малик Гази је постао владар Анадолије, укључујући и градове Неоцезарију, Токат и Сивас. Заробио је Боемунда Тарентског у бици код Мелитене. Потом је са Боемундом склопио споразум и пустио га из заточеништва. Боемунд му је за узврат обећао савезништво против Византије. Ипак, Малик Гази није дочекао да се са Боемундом бори против Византинаца. Умро је 1104. године. Наследио га је син Гази Гумуштигин.